# 熱帯夜 (Hilcrhymeのアルバム)
『熱帯夜』（ねったいや）は、2007年3月に無料配布されたHilcrhymeのデモアルバム。

## 解説
本CDはデビュー前にHilcrhymeが無料で配布したデモアルバムで、現在は廃盤となっている。コピー品がオークションなどで出回っており、この事に対しMC TOCが遺憾の意を表明したが、解決には至っていない。

## 収録曲
1. Intro SHAKIPON
2. ヒルクライマー
3. ライジングサン〜電光石火〜
4. Tiny Honey
5. FIESTA FIRE WORK
6. 伝家の宝刀 feat. BOXER from R-TRIBE
7. NITE Cruising feat. TOSHI a.k.a E da 10
8. 王様ゲーム feat. KAZZ
9. 純也と真菜実
10. Please Cry
11. Carry on one's Back
12. No mic No life
13. Show Case 〜show act in alive sound factory〜
14. らいおんハート・RAP